# Meister der Budapester Abundantia
Mit Meister der Budapester Abundantia wird der namentlich nicht bekannte Künstler der Renaissance bezeichnet, der um 1540 die Vorlage für eine Kleinskulptur einer Abundantia geschaffen hatte. Eine danach gegossene Bronzestatuette findet sich im Szépművészeti Múzeum in Budapest. Nach dieser Figur hat der Meister seinen Notnamen erhalten. Weitere Exemplare dieser Abundantia finden sich in Berlin, Frankfurt, Nürnberg, München und Wien.
Der Meister stellt Abundantia dar, die römische Personifikation des Überflusses als Frauengestalt. Die Bronzefiguren sind im  Hohlguss hergestellt, etwa 27 Zentimeter groß und typische Beispiele der Kleinskulptur der Renaissance nach alt-römischem Vorbild.